# Де Лёсс де Сион, Брюно
Бруно де Лёсс де Сион (полный дворянский титул: Мари Жозеф Луи Брюно барон де Лёсс де Сион; фр. Marie, Joseph, Louis, Bruno baron de Leusse de Syon; 12 августа 1916, Вьен, департамент Изер, Франция — 2 июля 2009, Нернье, департамент Верхняя Савойя) — видный французский дипломат, возведённый пожизненно в особое личное достоинство Посла Франции. В 1962 году он был членом французской делегации на международных переговорах 1962 года в Эвьяне по урегулированию ситуации в Алжире, Чрезвычайный и Полномочный Посол Франции в CCCP с 1976 года по 1979 год.

## Биография

### Учёба
Окончил юридический факультет Лионского университета со степенью лиценциата по правоведению.

### Дипломатическая карьера
- На дипломатической работе с 1945 года. Занимал различные посты в центральном аппарате МИД и представительствах Франции за рубежом (был консулом Франции во Флоренции, Берлине и Бонне)[3]
- В 1959 — 1961 годах — заместитель заведующего европейским отделом МИД.
- В 1961 — 1962 годах, оставаясь в кадровом составе МИДа, был директором политического и информационного департамента в государственном министерстве по делам Алжира[4], входил в состав французской делегации на международных переговорах 1962 года в Эвьяне по урегулированию ситуации в Алжире
- В 1962 — 1966 годах — советник—посланник посольства Франции в США
- В 1966 — 1967 год — директор кабинета (рабочего аппарата) министра иностранных дел Франции Мориса Кув де Мюрвиля
- В 1967 — 1968 годах — Чрезвычайный и полномочный Посол — Верховный представитель Франции в Алжире[5]
- В 1968 году — короткое время снова директор кабинета (рабочего аппарата) министра иностранных дел Франции Мориса Кув де Мюрвиля, затем Мишеля Дебре
- В 1968 — 1969 годах, оставаясь в кадровом составе МИДа, был директором кабинета (рабочего аппарата) премьер-министра Франции Мориса Кув де Мюрвиля
- В 1970 — 1971 годах — директор департамента Африки и Мадагаскара МИД
- В 1971 — 1972 годах — директор департамента Ближнего Востока МИД
- В 1972 — 1976 годах — Чрезвычайный и полномочный Посол Франции в Египте[6].
- В 1976 — 1979 годах — Чрезвычайный и Полномочный Посол Франции в CCCP
- В 1979 — 1981 годах — Генеральный секретарь МИД Франции
- На заседании совета министров Франции декретом президента республики по представлению министра иностранных дел возведен в особое личное достоинство Посла Франции (пожизненно).
- 3 августа 1981 год — по достижению предельного срока пребывания на государственной службе в системе МИДа Франции вышел на пенсию[7]

### Общественная деятельность
- 1981 год — 1997 год — президент «Союза французов за границей» — официальной организации, объединяющей всех французских граждан, постоянно проживающих и/или работающих вне Франции.[8]
- Президент Ассоциации жителей и пользователей озером Леман (фр. Association des riverains et usagers du Léman)

### Политическая деятельность
- Мэр города Нернье в департаменте Верхняя Савойя с 1987 до 2001 года
- На президентских выборах 1995 года отдал свою подпись за кандидатуру Жака Ширака.

## Почётные звания и награды
- Командор ордена Почётного легиона
- Великий офицер ордена «За заслуги» (Франция) с 22 ноября 1995 года[9]
- Кавалер Военного креста 1939—1945 годов (фр. Croix de Guerre 1939—1945)

## Семья
- Супруга — Баронесса Леонтина Брюно де Лёсс де Сион, урождённая
- Двое детей: Доминик и Лоранс.
- Имел внуков и правнуков.